# Perlohmannioidea
Perlohmannioidea är en överfamilj av kvalster. Perlohmannioidea ingår i ordningen Sarcoptiformes, klassen spindeldjur, fylumet leddjur och riket djur. Enligt Catalogue of Life omfattar överfamiljen Perlohmannioidea 11 arter. 
Kladogram enligt Catalogue of Life:
| Perlohmannioidea | \| \| Collohmanniidae \| \| \| \| \| \| Perlohmaniidae \| \| \| \| |
|                  | \| \| Collohmanniidae \| \| \| \| \| \| Perlohmaniidae \| \| \| \| |
|                  | Collohmanniidae                                                    |
|                  |                                                                    |
|                  | Perlohmaniidae                                                     |
|                  |                                                                    |